# Why Don't You
"Why Don't You" é um single de 2010 do DJ sérvio Gramophonedzie. Foi lançado em 28 de fevereiro de 2010 como download e em 1 de Março de 2010, em formato de CD. É um remake de Why Don't You Do Right? da Peggy Lee.

## Recepção crítica
Fraser McAlpine afirmando:

Estou detectando um tema aqui. Após o boom do burlesco e todos os wannabes Winehouse - e retrabalho Wiley de que a canção pela Cidade Branca que as amostras que outra canção de tempos antigos - aqui vem tributo do dance music para a era do swing, jazz e blues. E quando digo homenagem, quero dizer tomar uma velha canção e bater com uma marreta enorme até que se quebrem em milhões de pedaços, em seguida, colocar os pedaços de volta junto com micro-robôs e aspersão de ouro.
Isso é simplesmente como a música de dança gosta de prestar tributo às coisas. Você pode imaginar como o funeral Fat Boy Slim vai ser? Cargas desarrumadas, são assim. A canção foi premiada com um 3 estrelas.

## Músicas
CD single
1. "Why Don't You" (Radio Edit) - 2:50
2. "Why Don't You" (Bingo Players Mix) - 6:13

Digital download
1. "Why Don't You" (Radio Edit) - 2:50
2. "Why Don't You" (Trevor Loveys Remix) - 5:35
3. "Why Don't You" (DJ Sneak Remix) - 6:45
4. "Why Don't You" (GreenMoney's GramoPhountzied Remix) - 4:44
5. "Why Don't You" (GreenMoney's GramoPhountzied Dub) - 4:50

## Desempenho gráfico
| Gráfico (2010)                    | Pico Posição |
| --------------------------------- | ------------ |
| Bélgica (Ultratop 50 de Flandres) | 7            |
| Países Baixos (Dutch Top 40)      | 17           |
| Itália (FIMI)                     | 14           |
| Suíça (Schweizer Hitparade)       | 61           |
| Reino Unido (UK Singles Chart)    | 12           |
| Reino Unido (UK Dance Chart)      | 1            |

### Gráfico de final de ano
| Gráfico (2010)        | Pico Posição |
| --------------------- | ------------ |
| Italian Singles Chart | 79           |

## Lançamento
| Região      | Data                    | Formato   | Gravadora                        |
| ----------- | ----------------------- | --------- | -------------------------------- |
| Reino Unido | 28 de Fevereiro de 2010 | Download  | Positiva Records, Virgin Records |
| Reino Unido | 1 de março de 2010      | CD single | Positiva Records, Virgin Records |